# Deutsche Gesellschaft für Friedens- und Konfliktforschung
Die Deutsche Gesellschaft für Friedens- und Konfliktforschung (DGFK) war eine auf Initiative Gustav Heinemanns gegründete Gesellschaft, die Friedens- und Konfliktforschung finanziell förderte und koordinierte. Die DGFK koordinierte Untersuchungen zu den verschiedenen  (beispielsweise psychologischen, sozialen, historischen, politischen und ökonomischen) Aspekten und Ursachen von Kriegs- und Bürgerkriegshandlungen und war an der Vergabe öffentlicher Fördergelder an entsprechende Forschungsprojekte beteiligt.

## Geschichte
Die DGFK wurde am 28. Oktober 1970 auf Initiative Heinemanns in Bonn gegründet. Finanziert wurde die DGFK aus Mitteln des Bundesministeriums für Bildung und Wissenschaft im Umfang von 1,2 Millionen DM für 1970 und 2,9 Millionen DM für 1971. Neben der Bundesregierung und den Landesregierungen waren an der Gründung auch die Spitzenverbände der Arbeitnehmer und Arbeitgeber so wie die Kirchen und der Zentralrat der Juden in Deutschland beteiligt. Aufgabe der Gesellschaft sollte die Förderung der wissenschaftlichen Friedensforschung durch Koordination und Vergabe von Bundesmitteln an bestimmte Projekte sein. In der Zeit ihres Bestehens förderte die DGFK etwa 360 verschiedene Untersuchungen im gesamten Bereich der Friedenswissenschaft, der Schwerpunkt der geförderten Projekte lässt sich jedoch auf den Gebieten  Friedenswahrung und Übergangsstrategien in Europa sowie Konflikte zwischen westeuropäischen Industriestaaten und Entwicklungsländern verorten. Bereits im Jahr 1983 stellte die Gesellschaft ihre Arbeit wieder ein, weil ihr die finanzielle Grundlage durch Bundesregierung und  CDU/CSU-geführte Landesregierungen entzogen worden war. Besonders die  bayerische Staatsregierung stand der Förderung der Friedensforschung mit öffentlichen Geldern ablehnend gegenüber und Franz Josef Strauß setzte die Auflösung der DGFK zum Jahresende 1983 auf Grundlage eines von Hans-Joachim Arndt erstellten Gutachtens in Gang.